# Działy Orawskie
Działy Orawskie (słow. Oravské diely) – region geograficzny o krajobrazie pogórskim położony w Beskidach Zachodnich, na pograniczu polsko-słowackim, w obrębie regionu kulturowego Orawy. Obejmuje obszar wzniesień między masywami Babiej Góry i Pilska na północy oraz Jeziorem Orawskim na południu. Wyszczególniony jako mezoregion oznaczony numerem 513.58 w regionalizacji fizycznogeograficznej Polski z 2018 roku sporządzonej przez zespół geografów pod kierownictwem Jerzego Solona.

## Środowisko przyrodnicze
Działy zajmują terytorium 307 km², w tym 115 km² (tj. 37,5%) w Polsce. Są jedynym polskim mezoregionem należącym w pełni do zlewiska Morza Czarnego. Występują tu podłużne i łagodnie nachylone fliszowe wzgórza, które rozdzielają szerokie doliny potoków spływających spod południowych stoków Pilska i Babiej Góry. Ważniejsze szczyty to słowacka Wrata (1051 m) i graniczny Wajdów Groń (929 m). Niezbyt duże przewyższenia, rzędu 150 m, nadają pogórzu charakter strefy przejściowej pomiędzy górami Beskidu Żywiecko-Orawskiego, a wypłaszczeniem Kotliny Orawsko-Nowotarskiej.
Jest to kraina rolniczo-leśna, gdzie wiejskie osadnictwo i użytki rolne (głównie użytki zielone) w dolinach sąsiadują z zespołami świerka, jodły i buka na wzgórzach. Mimo znacznego przekształcenia szaty roślinnej przez człowieka, występują tu gatunki roślin rzadkich w Karpatach. W polskiej części regionu odnotowano stanowiska: turzycy skąpokwiatowej, turzycy dwupiennej, rdestnicy alpejskiej, ostrożnia głowacza, czermieni błotnej, modrzewnicy pospolitej, marzanki pagórkowatej, pływacza drobnego, rosiczki długolistnej. Słowacka część leży w granicach Obszaru Chronionego Krajobrazu „Górna Orawa” i posiada cenne przyrodniczo torfowiska w okolicach wsi Mutne i Klin.

## Różnice w podziałach geograficznych
Według Jarosława Balona i Miłosza Jodłowskiego, współautorów regionalizacji z 2018 roku, region sąsiaduje
z Beskidem Żywiecko-Orawskim i Kotliną Orawsko-Nowotarską, a ponadto na krótkich odcinkach z Beskidem Żywiecko-Kisuckim, Pogórzem Orawsko-Jordanowskim i Magurą Orawską. Rozciąga się ukosem z południowego zachodu na północny wschód, mniej więcej od wsi Zakamienny Klin w dolinie rzeki Białej Orawy, do wsi Jabłonka w dolinie Czarnej Orawy.
Starszy podział Jerzego Kondrackiego definiuje Działy Orawskie bardziej wąsko i klasyfikuje je jako mikroregion w rozległym mezoregionie Beskidu Żywieckiego. Mikroregion ten na wschodzie także sięga okolic wsi Jabłonka i doliny potoku Zubrzycy, na zachodzie dochodzi jednak tylko do wsi Rabcza i doliny rzeki Półgórzanki, przechodząc tu w mikroregion Beskidu Żywiecko-Orawskiego.
Regionalizacja Słowacji autorstwa Emila Mazúra i Michala Lukniša na omawianym obszarze wyróżnia dwa odrębne regiony ułożone pasmowo. Na północy, u podnóży masywów Babiej Góry i Pilska, rozciąga się obniżenie o nazwie Podbeskydská brázda, a pod nim, na południu, do Jeziora Orawskiego przylega podwyższenie oznaczone jako Podbeskydská vrchovina.
Jeszcze inaczej Działy Orawskie są ujmowane w literaturze turystyczno-krajoznawczej. Stanisław Figiel w monografii o Beskidzie Żywieckim określa tym terminem dwie grupy wzniesień w otoczeniu Czarnej Orawy – trzy przedłużenia południowych ramion Babiej Góry (tzw. Dział Rabczycki z wzniesieniem Wajdów Gronia, Dział Lipnicki z Polanami i Dział Zubrzycki z Kamionkiem) oraz trzy zachodnie odnogi Pasma Podhalańskiego (Dział Bembeński z Madejową, Dział Wielki z Bukowińskim Wierchem i Dział Pająkowy z Pająków Wierchem). Geografowie traktują tę drugą grupę jako integralną część Pasma Podhalańskiego, stanowiącego osobny region – u Jerzego Kondrackiego jest to Beskid Orawsko-Podhalański, u Jarosława Balona i współpracowników – Pogórze Orawsko-Jordanowskie.